# KUUUK Verlag
Der KUUUK Verlag (KUUUK Verlag und Medien) ist ein deutscher Independent-Verlag mit Sitz in Königswinter.

## Geschichte
Der Verlag wurde 2006 von Klaus Jans gegründet. Die Abkürzung KUUUK steht für „Kunst und Kultur“.
In einem Text zum Verlagsbeginn betonte der Verleger sein breit gefächertes Interesse an Themen. Er schrieb, er sähe den Verlag „mehr als Produzent von Sinn und Sinnzusammenhängen“. Es wird zudem betont: „Kreativität ist das Movens des Verlegens – und genau hierauf richtet sich das Interesse von KUUUK.“
Der Verlag schreibt die eigene Geschichte stichpunktartig anhand von Daten auf. Autoren wie Manfred Haferburg (2021 bei Servus TV) und Otto von Gehr (2014 im WDR West-ART-Talk) waren Gesprächsgäste im Fernsehen. Schriftstellerin Katja Schraml gewann 2019 den Publikumspreis beim 9. Godesberger Literaturwettbewerb. Faruq Mirahmadi erhielt 2017 den 1. Preis in der Kategorie „Kinder- und Jugendgeschichten“  bei der 11. Bonner Buchmesse Migration.
Das Verlagsprogramm umfasst Literatur, Sachbücher und Satire. Themenschwerpunkte sind auch Kunst, Unrecht (darunter DDR), Interkultur/Reise und Sprache. Die Bücher erscheinen gedruckt und zugleich als E-Book. Zusätzlich gibt es einige Audio-CDs.

## Autoren (Auswahl)
Zu den Autoren beim KUUUK Verlag gehören Funda Agirbas, Paul Brauhnert, Ernst Faber, Moni Folz, Carmen Gauger, Otto von Gehr, Manfred Haferburg, Matthias Höltje, Franz Horn, Franz Kafka, Heidi Lehmann, Faruq Mirahmadi, Wolfgang Müller von Königswinter, Joachim Niering, Katja Schraml, Jerry J. Smith und Gudrun Tossing.